# تازه آباد دوله رش (مقاطعة ديواندرة)
تازه‌آباد دوله‌رش (بالفارسية: تازه‌آباد دوله‌رش) هي قرية تقع في قسم سارال الريفي (مقاطعة ديواندرة) في إيران. يقدر عدد سكانها بـ 145 نسمة .